# Dormánd
Dormánd is een plaats (község) en gemeente in het Hongaarse comitaat Heves. Dormánd telt 1026 inwoners (2002).